# Araneidae
Famille
Synonymes
- Epeiridae Sundevall, 1833
- Euetriidae Thorell, 1887
- Argiopidae Simon, 1890
- Nephilidae Simon, 1894
- Phonognathidae Simon, 1894
- Zygiellidae Simon, 1929
- Paraplectanoididae Kuntner, Coddington, Agnarsson & Bond, 2023

Les Araneidae sont une famille d'araignées aranéomorphes.

## Distribution

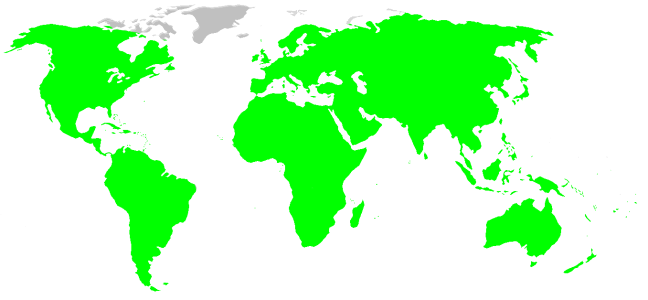
Distribution

Les espèces de cette famille se rencontrent sur tous les continents sauf aux pôles.

## Description

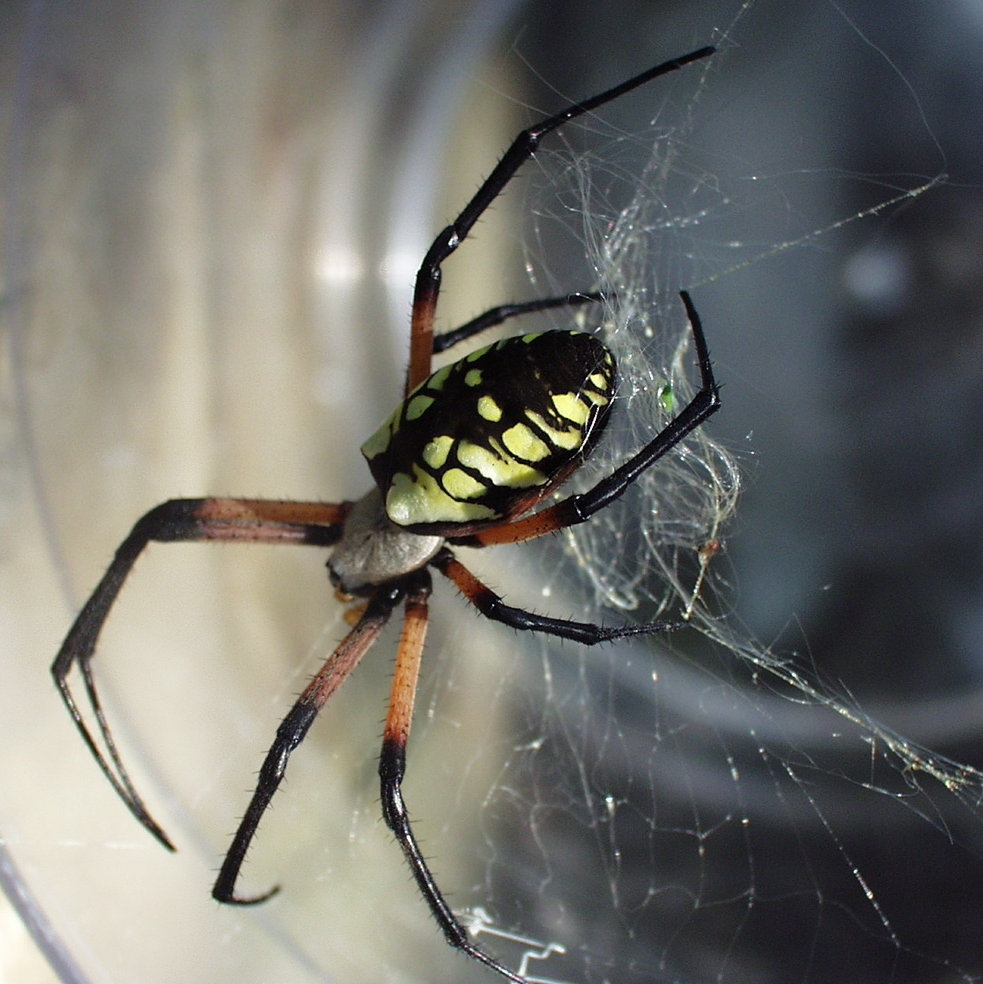
Argiope aurantia

Les pattes sont très épineuses. Elles construisent des toiles géométriques, à moyeu fermé, souvent avec une retraite. La plupart des espèces typiquement se tiennent pendues sur leur toile avec la tête en bas. Ces araignées passent l'hiver sous forme d'œufs.
La plupart construisent des toiles en forme de spirales circulaires, ce sont des araignées orbitèles.
Araneus diadematus ou épeire diadème est une espèce bien connue.

## Paléontologie
Cette famille est connue depuis le Crétacé.

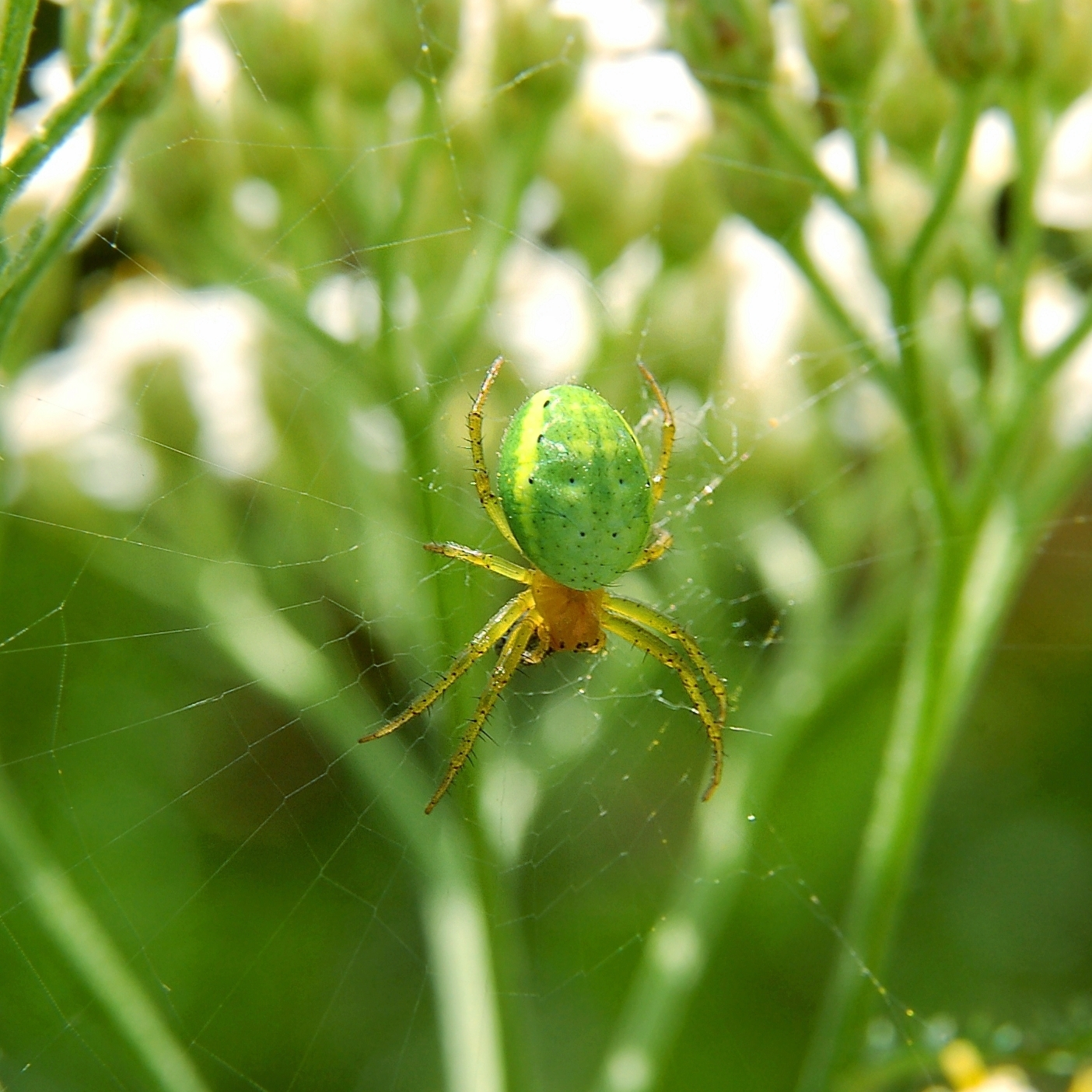
Araniella cucurbitina

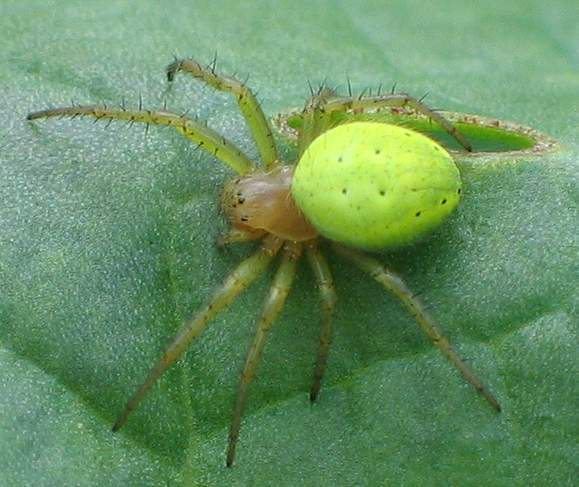
Araniella cucurbitina

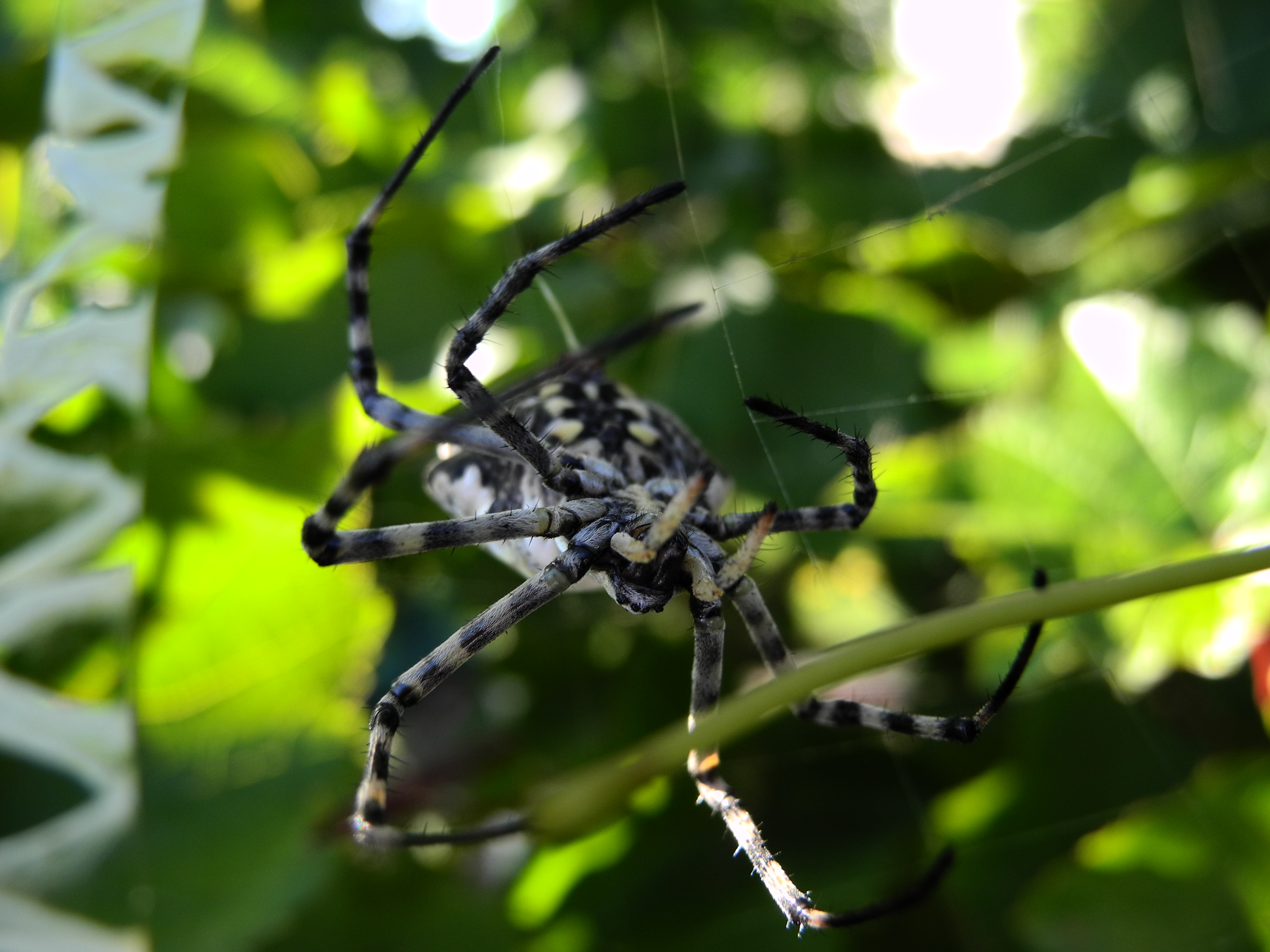
Argiope lobata

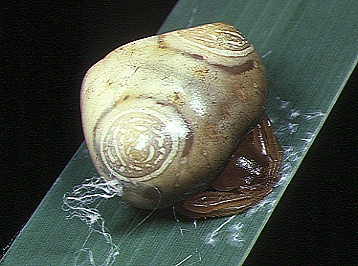
Cyrtarachne inaequalis

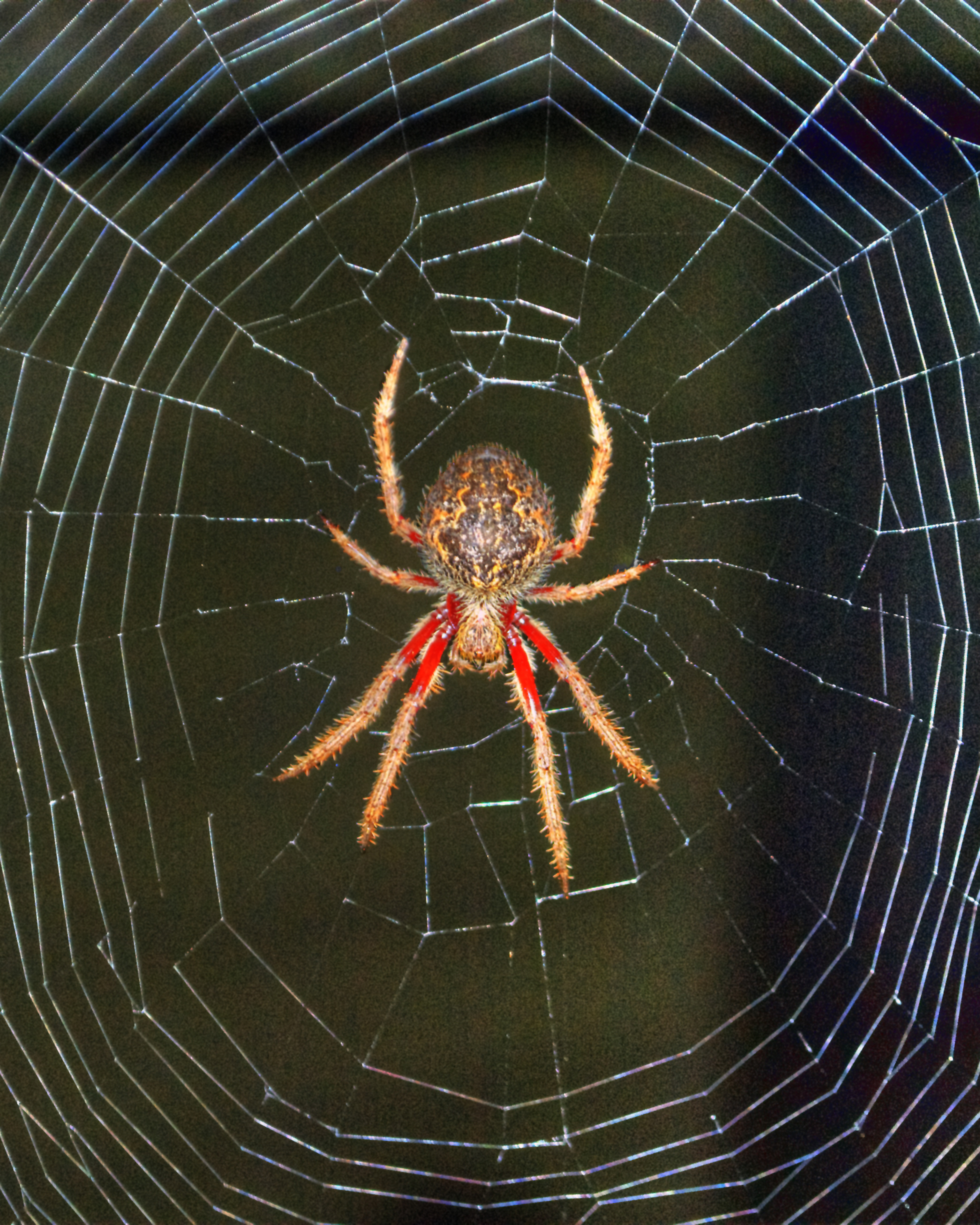
Eriophora transmarina

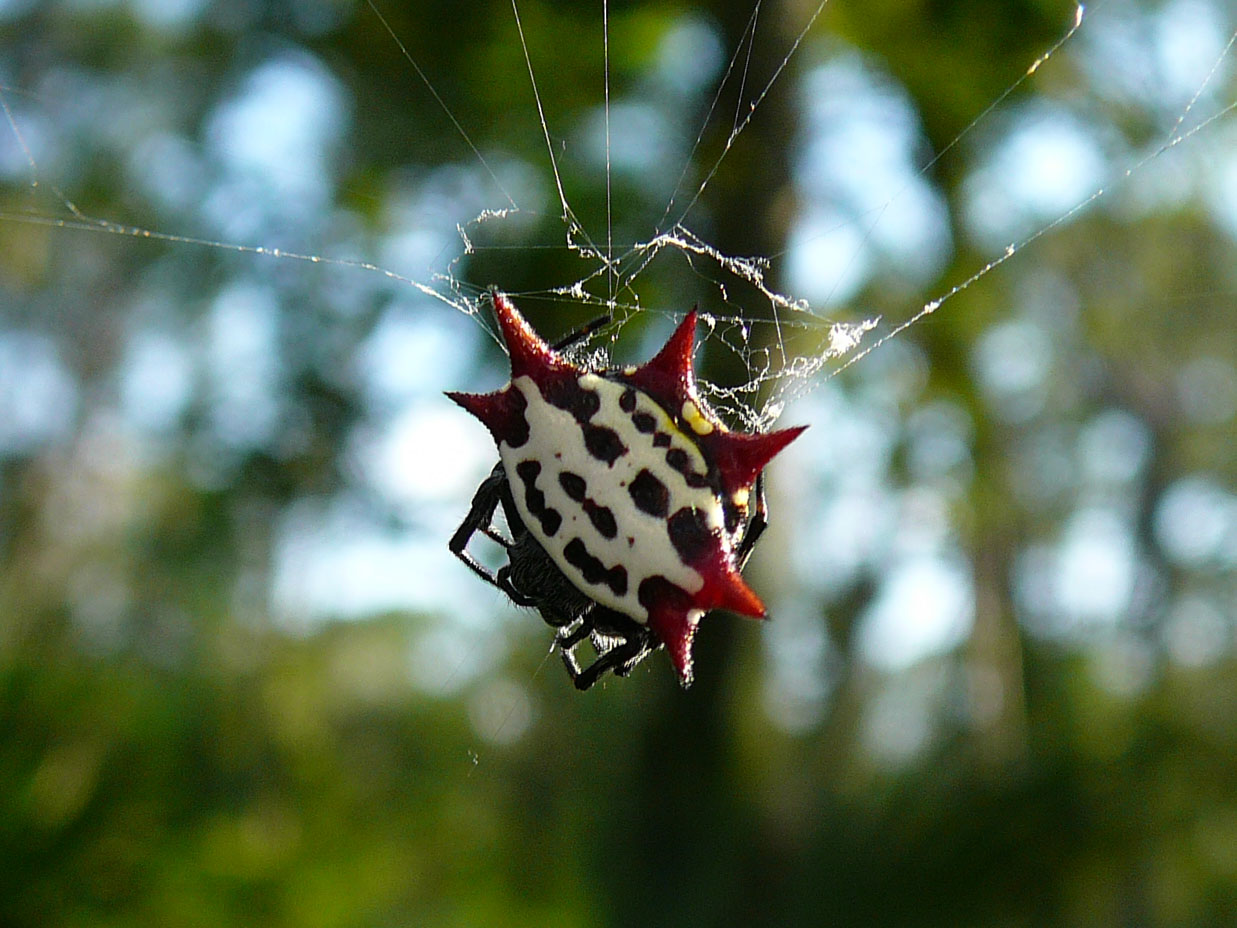
Gasteracantha cancriformis

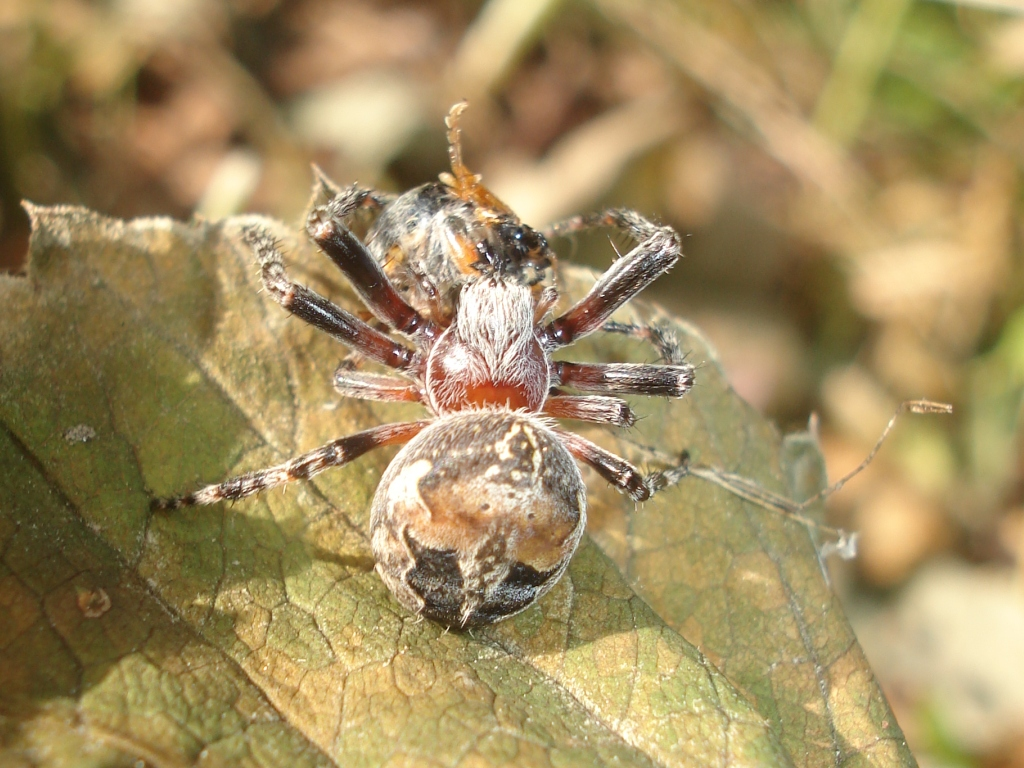
Larinioides patagiatus

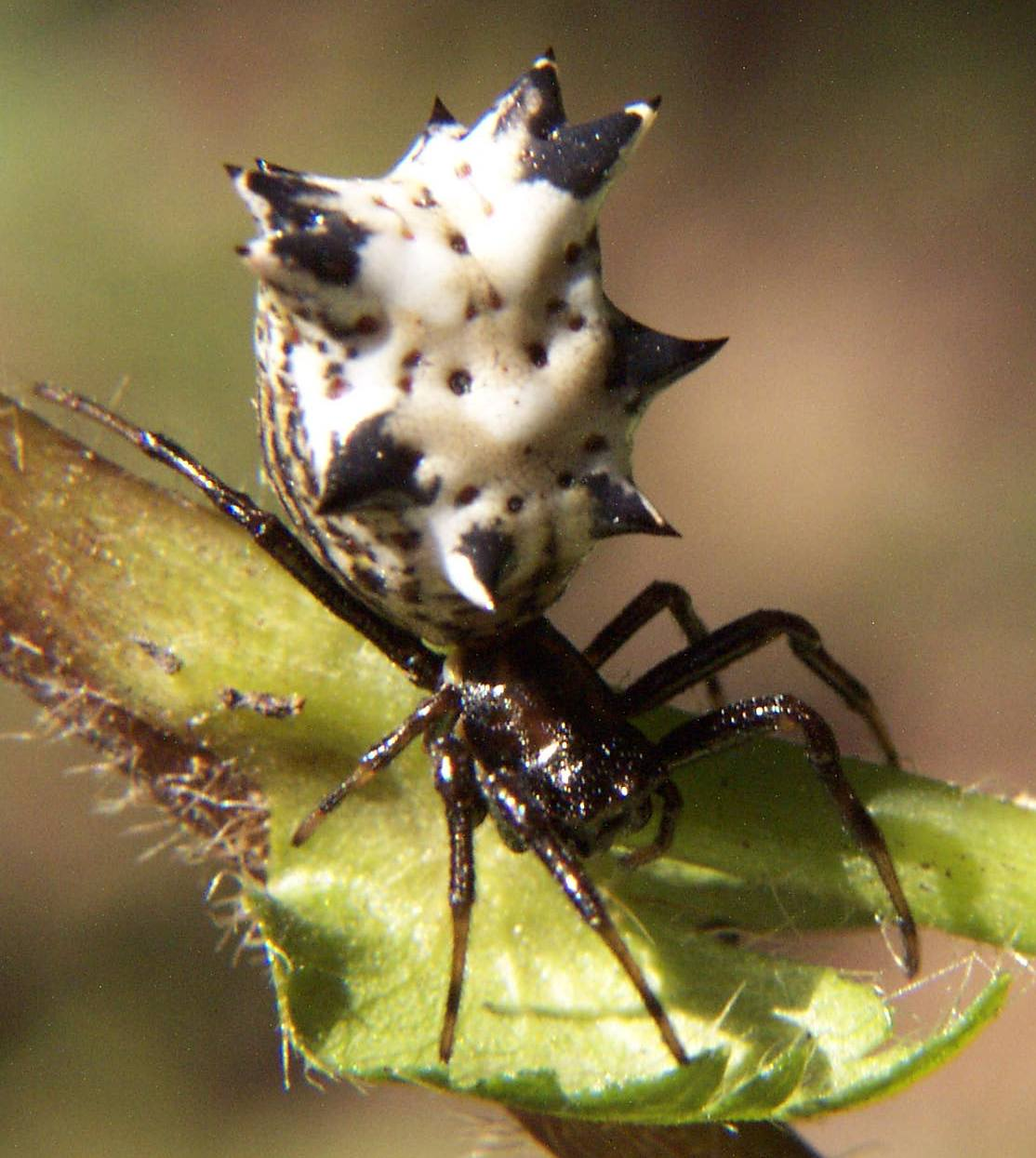
Micrathena gracilis

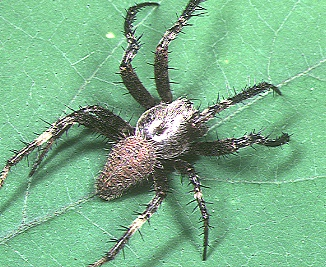
Neoscona scylla

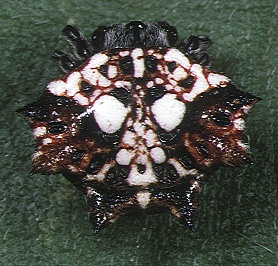
Thelacantha brevispina

## Liste des genres
Selon World Spider Catalog (version 25.5, 24/01/2025) :
- Abba Castanheira & Framenau, 2023
- Acacesia Simon, 1895
- Acantharachne Tullgren, 1910
- Acanthepeira Marx, 1883
- Acroaspis Karsch, 1878
- Acrosomoides Simon, 1887
- Actinacantha Simon, 1864
- Actinosoma Holmberg, 1883
- Aculepeira Chamberlin & Ivie, 1942
- Acusilas Simon, 1895
- Aethriscus Pocock, 1902
- Aethrodiscus Strand, 1913
- Aetrocantha Karsch, 1879
- Afracantha Dahl, 1914
- Agalenatea Archer, 1951
- Alenatea Song & Zhu, 1999
- Allocyclosa Levi, 1999
- Alpaida O. Pickard-Cambridge, 1889
- Amazonepeira Levi, 1989
- Anepsion Strand, 1929
- Aoaraneus Tanikawa, Yamasaki & Petcharad, 2021
- Arachnura Vinson, 1863
- Araneus Clerck, 1757
- Araniella Chamberlin & Ivie, 1942
- Aranoethra Butler, 1873
- Argiope Audouin, 1826
- Artiphex Kallal & Hormiga, 2022
- Artonis Simon, 1895
- Aspidolasius Simon, 1887
- Augusta O. Pickard-Cambridge, 1877
- Austracantha Dahl, 1914
- Backobourkia Framenau, Dupérré, Blackledge & Vink, 2010
- Bertrana Keyserling, 1884
- Bijoaraneus Tanikawa, Yamasaki & Petcharad, 2021
- Caerostris Thorell, 1868
- Carepalxis L. Koch, 1872
- Celaenia Thorell, 1868
- Cercidia Thorell, 1869
- Chorizopes O. Pickard-Cambridge, 1871
- Chorizopesoides Mi & Wang, 2018
- Cladomelea Simon, 1895
- Clitaetra Simon, 1889
- Cnodalia Thorell, 1890
- Coelossia Simon, 1895
- Colaranea Court & Forster, 1988
- Colphepeira Archer, 1941
- Courtaraneus Framenau, Vink, McQuillan & Simpson, 2022
- Cryptaranea Court & Forster, 1988
- Cyclosa Menge, 1866
- Cyphalonotus Simon, 1895
- Cyrtarachne Thorell, 1868
- Cyrtobill Framenau & Scharff, 2009
- Cyrtophora Simon, 1864
- Deione Thorell, 1898
- Deliochus Simon, 1894
- Dolophones Walckenaer, 1837
- Dubiepeira Levi, 1991
- Edricus O. Pickard-Cambridge, 1890
- Enacrosoma Mello-Leitão, 1932
- Encyosaccus Simon, 1895
- Epeiroides Keyserling, 1885
- Eriophora Simon, 1864
- Eriovixia Archer, 1951
- Eustacesia Caporiacco, 1954
- Eustala Simon, 1895
- Exechocentrus Simon, 1889
- Faradja Grasshoff, 1970
- Friula O. Pickard-Cambridge, 1897
- Galaporella Levi, 2009
- Gasteracantha Sundevall, 1833
- Gastroxya Benoit, 1962
- Gea C. L. Koch, 1843
- Gibbaranea Archer, 1951
- Glyptogona Simon, 1885
- Gnolus Simon, 1879
- Guizygiella Zhu, Kim & Song, 1997
- Herennia Thorell, 1877
- Heterognatha Nicolet, 1849
- Hingstepeira Levi, 1995
- Hortophora Framenau & Castanheira, 2021
- Hypognatha Guérin, 1839
- Hypsacantha Dahl, 1914
- Hypsosinga Ausserer, 1871
- Ideocaira Simon, 1903
- Indoetra Kuntner, 2006
- Isoxya Simon, 1885
- Kaira O. Pickard-Cambridge, 1889
- Kangaraneus Castanheira & Framenau, 2023
- Kapogea Levi, 1997
- Kilima Grasshoff, 1970
- Larinia Simon, 1874
- Lariniaria Grasshoff, 1970
- Larinioides Caporiacco, 1934
- Lariniophora Framenau, 2011
- Leviana Framenau & Kuntner, 2022
- Leviaraneus Tanikawa & Petcharad, 2023
- Leviellus Wunderlich, 2004
- Lewisepeira Levi, 1993
- Lipocrea Thorell, 1878
- Macracantha Simon, 1864
- Madacantha Emerit, 1970
- Mahembea Grasshoff, 1970
- Mangora O. Pickard-Cambridge, 1889
- Mangrovia Framenau & Castanheira, 2022
- Manogea Levi, 1997
- Mastophora Holmberg, 1876
- Mecynogea Simon, 1903
- Megaraneus Lawrence, 1968
- Melychiopharis Simon, 1895
- Metazygia F. O. Pickard-Cambridge, 1904
- Metepeira F. O. Pickard-Cambridge, 1903
- Micrathena Sundevall, 1833
- Micrepeira Schenkel, 1953
- Micropoltys Kulczyński, 1911
- Milonia Thorell, 1890
- Molinaranea Mello-Leitão, 1940
- Nemoscolus Simon, 1895
- Nemosinga Caporiacco, 1947
- Nemospiza Simon, 1903
- Neogea Levi, 1983
- Neoscona Simon, 1864
- Nephila Leach, 1815
- Nephilengys L. Koch, 1872
- Nephilingis Kuntner, 2013
- Nicolepeira Levi, 2001
- Novakiella Court & Forster, 1993
- Novaranea Court & Forster, 1988
- Nuctenea Simon, 1864
- Oarces Simon, 1879
- Ocrepeira Marx, 1883
- Ordgarius Keyserling, 1886
- Paralarinia Grasshoff, 1970
- Paraplectana Brito Capello, 1867
- Paraplectanoides Keyserling, 1886
- Pararaneus Caporiacco, 1940
- Paraverrucosa Mello-Leitão, 1939
- Parawixia F. O. Pickard-Cambridge, 1904
- Parazygiella Wunderlich, 2004
- Parmatergus Emerit, 1994
- Pasilobus Simon, 1895
- Pengaraneus Mi, Wang & Li, 2024
- Perilla Thorell, 1895
- Pherenice Thorell, 1899
- Phonognatha Simon, 1894
- Pitharatus Simon, 1895
- Plebs Joseph & Framenau, 2012
- Poecilarcys Simon, 1895
- Poecilopachys Simon, 1895
- Poltys C. L. Koch, 1843
- Popperaneus Cabra-García & Hormiga, 2020
- Porcataraneus Mi & Peng, 2011
- Pozonia Schenkel, 1953
- Prasonica Simon, 1895
- Prasonicella Grasshoff, 1971
- Pronoides Schenkel, 1936
- Pronous Keyserling, 1881
- Pseudartonis Simon, 1903
- Pseudopsyllo Strand, 1916
- Psyllo Thorell, 1899
- Pycnacantha Blackwall, 1865
- Quokkaraneus Castanheira & Framenau, 2022
- Rubrepeira Levi, 1992
- Salsa Framenau & Castanheira, 2022
- Scoloderus Simon, 1887
- Sedasta Simon, 1894
- Singa C. L. Koch, 1836
- Singafrotypa Benoit, 1962
- Siwa Grasshoff, 1970
- Socca Framenau, Castanheira & Vink, 2022
- Songaraneus Mi, Wang & Li, 2024
- Spilasma Simon, 1897
- Spinepeira Levi, 1995
- Spintharidius Simon, 1893
- Taczanowskia Keyserling, 1879
- Talthybia Thorell, 1898
- Tangaraneus Mi, Wang & Li, 2024
- Tatepeira Levi, 1995
- Telaprocera Harmer & Framenau, 2008
- Testudinaria Taczanowski, 1879
- Thelacantha van Hasselt, 1882
- Thorellina Berg, 1899
- Togacantha Dahl, 1914
- Trichonephila Dahl, 1911
- Umbonata Grasshoff, 1971
- Ursa Simon, 1895
- Venomius Rossi, Castanheira, Baptista & Framenau, 2023
- Verrucosa McCook, 1888
- Wagneriana F. O. Pickard-Cambridge, 1904
- Wangaraneus Mi, Wang & Li, 2024
- Witica O. Pickard-Cambridge, 1895
- Wixia O. Pickard-Cambridge, 1882
- Xylethrus Simon, 1895
- Yaginumia Archer, 1960
- Yinaraneus Mi, Wang & Li, 2024
- Zealaranea Court & Forster, 1988
- Zhuaraneus Mi, Wang & Li, 2024
- Zilla C. L. Koch, 1834
- Zygiella F. O. Pickard-Cambridge, 1902

Selon World Spider Catalog (version 23.5, 2023) :
- † Anepeira Wunderlich, 2004
- † Araneometa Wunderlich, 1988
- † Bararaneus Wunderlich, 2004
- † Chrysometata Wunderlich, 2004
- † Cretaraneus Selden, 1990
- † Eoaraneus Wunderlich, 2004
- † Eochorizopes Wunderlich, 2008
- † Eonephila Wunderlich, 2004
- † Eozygiella Wunderlich, 2004
- † Eustaloides Petrunkevitch, 1942
- † Fossilaraneus Wunderlich, 1988
- † Luxurionephila Wunderlich, 2004
- † Mesozygiella Penney & Ortuño, 2006
- † Minutunguis Wunderlich, 2011
- † Miraraneus Wunderlich, 2004
- † Mirometa Petrunkevitch, 1963
- † Palaeonephila Wunderlich, 2004
- † Pycnosinga Wunderlich, 1988
- † Pulchellaranea Poinar, 2015
- † Testudinaroides Dunlop & Jekel, 2008
- † Tethneus Scudder, 1885

## Systématique et taxinomie
Cette famille a été décrite par Clerck en 1757.
Les Nephilinae, élevées au rang de famille par Kuntner en 2006, placées en synonymie par Dimitrov et al. en 2017, relevées de synonymie par Kuntner et al. en 2023 ont été placées en synonymie par Hormiga et al. en 2023.
Cette famille rassemble 3 144 espèces dans 198 genres actuels. Il s'agit de la troisième plus grande famille d'araignées, après celles des Salticidae et des Linyphiidae.

## Publication originale
- Clerck, 1757 : Svenska spindlar, uti sina hufvud-slågter indelte samt under några och sextio särskildte arter beskrefne och med illuminerade figurer uplyste. Stockholmiae, p. 1-154.